# ジョーン・ビーチャム・プロクター
ジョーン・ビーチャム・プロクター（Joan Beauchamp Procter FZS FLS 1897年8月5日 - 1931年9月20日）は、ロンドン生まれの動物学者、爬虫両棲類学者。大英自然史博物館で働き、のちにロンドン動物学会の研究員となり、ロンドン動物園で初の女性爬虫類キュレータとして従事した。病弱であり、34歳で癌で亡くなるまで、膨大な分類学の業務、獣医学および動物園における動物展示に多大なる革新的な貢献を果たし続け、飼育下のコモドオオトカゲの行動に関する初期報告を含む、動物学に関する科学記事も執筆した。

## 生い立ち
1897年8月5日、ロンドン・ケンジントンスクエア11で 、株式仲買人の父ジョセフ・プロクターと芸術家の母エリザベス・プロクター（旧姓：ブロックバンク）の娘として生まれた。ジョーンの祖父ウィリアム・プロクターは裕福なマンチェスターの実業家であり、芸術支援者、自然史愛好家でもあった。プロクター家の芸術と科学への関心は娘であるジョーンとジョーンの姉クリスタベル・プロクター（1984年生まれ）に影響を与えた。プロクター家には大きな庭があり、幼少期のジョーンとクリスタベルの自然史への興味をさらに推し進めた。
ノーランドプレイススクール在学時（1904年-1908年）に両生類と爬虫類にとりわけ関心を抱いた。10歳から数匹のヘビとトカゲをペットとして飼育し、イギリスにいる全爬虫類に精通するようになる。大型のトカゲ(Podarcis melisellensis イワカナヘビの一種)はジョーンの特別のペットであり、共に旅し、彼女の食事中はテーブルに座っていた。ジョーンは病弱であったが、12歳のときにスイスで6か月間にわたってダンス、トボガンぞり、植物学を学んだ。スイスで過ごした日々は、生涯にわたって慢性腸疾患に苦しんでいた彼女が病気のことを忘れられた唯一の時間であった。
ハマースミスのセントポール女子学校に在学中（1908-1916年）のころ、爬虫類にさらに魅了された。16歳のときにはペットとしてワニの赤ちゃんを飼育し、学校に連れて行って数学の授業でクラスにいた全員を驚かせた。優秀な学生であったが慢性的な健康障害のため欠席も多かった。有望な学生であったが病気のためケンブリッジ大学への進学を断念した。

## 大英自然史博物館
ジョーン・プロクターの爬虫類に関する調査は、当時大英自然史博物館の爬虫類と魚類の資料管理を担当していたジョージ・アルバート・ブーレンジャーによる関心を集めた。ジョーンが高校を卒業した後、ジョージは彼女を仕事に誘い、1916年にジョーンはジョージの助手としてサウスケンジントンの博物館で働いた。大学の学位はなかったものの、彼の指導の下でジョーンは動物学の研究に従事した。19歳のときにロンドン動物学会（ZSL）に初めての科学論文として、南米のクサリヘビに関する研究報告を投稿した。また、1917年の8月には動物学協会（FZS）のフェローに選出された。ジョージが1920年に引退したあとは、大英自然史博物館における爬虫類学の業務を単独で担当し、少額の報酬を得た。
1917年から1923年にかけてジョーンは爬虫類と両生類の解剖学、分類と生態に関する研究を行い、一連の研究論文を執筆した。 中でも、パンケーキガメとして知られている東アフリカのカメの研究は特筆しており、パンケーキガメが柔軟な甲羅に身を隠すことができることを明らかにした。この研究によりジョーンは世界中の科学者に広く知られることとなり、名声を確立した。1923年、ウィリアム・ベイトソンはポール・カメラーが発表したサンバガエル属(Alytes)に関する問題作に対する批判に対して、ジョーンによる支援を得ようとしていた。しかしジョーンはカメラーと争うつもりはなく、「ウィリアム・ベイトソンを支援するに足る十分な資料がない」と述べた。博物館における彼女の仕事の大半は、収集された動物に関する説明であった。分類学的研究の質が高く評価され、ジョーンはロンドン・リンネ協会（FLS）のフェローに選出された。ジョーンはまた、ボンベイ自然史協会のメンバーにもなった。彼女は絵画の技術もあり、模型制作にも優れていた。博物館において展示ケース用の模型を作成し、両生類と爬虫類の絵画をポストカードにした際には芸術的才能と科学的に正確な知識を組み合わせて色付けを行った。

## ロンドン動物学会
ジョーン・プロクターの芸術的・技術的能力は、1911年以来、爬虫類のキュレーターを務めていたジョージ・ブレンジャーの息子、エドワード・G・ブーレンジャーとの交流を通じて動物学協会内で知られることとなった。1923年初頭までにジョージはロンドン動物園で新しい水族館の設計の責任者として携わっていた。ジョーンは当時大英自然史博物館で働いていたが、芸術的センスを発揮して岩の配置と背景をデザインした新しい水槽のスケールモデルを作成し、ジョージを数か月間にわたり支援した。ジョーンはチャネル諸島ハーム島から水族館に大量の貝殻を提供したコンプトン・マッケンジーに出会った。その年の後半、エドワード・プーレンジャーが水族館の館長に任命され、ジョーンが後継者として爬虫類のキュレーターに任命された。シカゴのカール・パターソン・シュミットに対し、ジョーンは女性にとって不利な条件があった大英自然史博物館を離職することを喜んだと打ち明けた。

### ロンドン動物園におけるデザイン業務
水族館での成功に続き、ジョーンはアンテロープパドックを含む動物園の屋外エリアのロックワークを設計した。彼女は現在の動物病院の敷地に建てられたモンキーヒル（1924年-1925年） の広範な岩石構造のモデルを作成した。そこに配置された大規模なマントヒヒの一団は動物園の訪問客に大変人気があり、ジョーンの生涯においてモンキー・ヒルは成功したと考えられていた（その後ヒヒの社会的ダイナミクスは問題解決が困難になった。その後、モンキー・ヒルはヤギの飼育のために使用され、第二次世界大戦の直後に閉鎖され取り壊される前に、アカゲザルに使用された）。ジョーンの成功は爬虫類展示館の設計（1926年-1927年に建設）により、永続的なものになった。この爬虫類展示館は、爬虫類展示用としては世界初の専用施設であり、使用され続けている。彼女は爬虫類の囲いのためにロックワークとプールを設計し、舞台美術家のジョン・ブルはジョーンがデザインした背景を設計するために雇用された。建築家のエドワード・ガイ・トーバーによってイタリア的要素が追加されたが、爬虫類展示館の基本構造、間取り図、展示の詳細は、すべてジョーンの設計であった。当時、動物学会協会会長であったピーター・チャルマーズ・ミッチェルは「最初から最後まで彼女の家であった」と記録した。爬虫類展示館にはジョーンの考案した新しい技術的アイデアが組み込まれている。爬虫類がビタミンDの合成に必要とする紫外線を吸収することができる「Vita-glass」   の使用や水族館の基本的な照明設備設計 の先駆者であり、その後Vita-glassは他の動物園でも採用された。
その後、ジョーンはピーター・チャルマーズ・ミッチェルと協力してメインゲート（1928年）の設計概要を考案した。メインゲートはエドワード・ガイ・ドーバーによって建設された。メインゲートは設計当時からほとんど変更されることなく、そのまま使用され続けている。

### 危険な動物のハンドリング
ジョーンは、大型ニシキヘビやワニ、コモドオオトカゲなどの危険な動物の日常的なハンドリングに関する専門家となった。ヨーロッパに初めて生きたまま到着した2匹のコモドオオトカゲは、1927年にオープンしたロンドン動物園の爬虫類展示館に展示された。ジョーンはこの2匹と特別な関係で結ばれ、危険な捕食者としての一般的なイメージに反する可能性があることを示した。ジョーンは「コモドオオトカゲが望めば間違いなく人を殺すか、ひどいかみつき方をする可能性がある」ことをよく知っていたが、よく世話し、餌を与えていればコモドオオトカゲは「犬のように飼いならされ、愛情を示すようにさえ見える」と述べた。「スンバワ」というコモドオオトカゲはジョーンの特別なペットになり、彼女とともに動物園の中を歩きまわったが、ジョーンはコモドオオトカゲの尾をもって向きを変えさせることもあった。スンバワとジョーンのお散歩は子供を含む動物園の訪問者になじみがあった。生前に彼女が発表した写真の中には、スンバワのとなりで2歳児がスンバワの頭を撫でているものがある。1928年、動物協会の会議の場でスンバワによる実演を披露し、スンバワを撫でながら鶏、卵、鳩を手で与えた。
彼女は動物協会の病理学者と密接に協力して病気を特定し、病気の動物の治療の専門家になった が、時には他者の助けも必要であった。コモドオオトカゲは「口を開いている間、それを保持するために3人の力強い飼育係が必要だった」。彼女は自分で設計した特別な機器を使用して、一連の手順を成功裏に実行したが、その多くは「これまで試みられていなかった」ものであった。

## 国内外における評価
ロンドン動物園の最初の女性爬虫類キュレーターとして、ジョーンは短期間でかなりの著名人となった。動物園の近くのセントマークス広場の自宅で、彼女はジョニーと呼ばれるペットのチンパンジーを飼っていた。彼女は応接室に、危険なヘビ（ガラスの囲いの中）を含むいくつかの生きた爬虫類を飼っていた。エキゾチックで危険な動物を飼う非常に興味深い若い女性のイメージは、イギリスとアメリカの双方でマスコミによる報道がなされた。
ジョーンは本や科学雑誌を通して広く出版活動に従事し、J. A.ハマートンの『Wonders of Animal Life』で人気の高い記事を執筆した。彼女の出版物や他の科学者とのやり取りを通じて、彼女は一流の爬虫類学者として国際的な名声を得た。1931年3月28日には彼女の功績が認められ、シカゴ大学から名誉博士号（理学博士）を授与された。

## 病気と早死
成人になってからも慢性的な病気に苦しんでいたジョーンは、何度か外科手術を受けた。彼女は大きな決意とユーモアにあふれた人物であったが、その業績の全ては絶え間ない痛みを背景に成し遂げられたものであった。1928年、ロンドン動物園での5年間の集中的な活動の後、深刻な病気により業務ができなくなったため、ジョーンはロンドン動物園での職から離れることを決めた。第11代ベッドフォード公爵である動物学会会長ハーブランド・ラッセルは、彼女による辞任の受け入れを拒否した。
1928年、ピーター・チャルマーズ・ミッチェルはホイップスネイドで計画中であった新しい動物公園の計画をジョーンに手伝わせ、病気からの回復期間はジョーンをホールファームに滞在させた。毎朝ホールファームからダウンズの端までロバかポニーに乗った。ジョーンが通っていた道は現在もホイップスネイド野生動物園内に残されており、彼女を記念して「ミス・ジョーンの乗馬道」と名付けられた。
亡くなる前の数年間、ジョーンは潜在的に危険な大型動物と関わっていた。逃亡したヒグマとホイップスネイドで遭遇した彼女は、蜂蜜で誘惑してトイレに閉じ込めて捕らえた。亡くなる前には電動車椅子でロンドン動物園の敷地内を歩き回ることしかできなかったが、それでもなお、紐でつないだ体長3メートルのコモドオオトカゲをしばしば連れていた。
重症ではあったものの、断続的に働き続け、水彩画を描き、マンチェスター・ガーディアンへの執筆を計画していた。1931年9月20日、ジョーンはロンドンNW1、セント・マークス広場のセント・マークス・ハウスにある自宅にて亡くなった。

## 記念
ロンドン動物園の爬虫類展示館の入り口のアーキトレーブに爬虫類を彫刻したジョージ・アレクサンダーは 、のちにジョーン・プロクターの胸像を作成した。完成した胸像は、1931年にロンドンの王立美術院で展示された。その後、動物学会に贈呈され、青銅の飾り版とともに爬虫類展示館の入り口に展示された。ジョージ・アレクサンダーが作製した爬虫類の彫刻はジョーンの科学的正確さと芸術的美しさへの細心の欲求を満足させたといわれており、胸像は彼女の最高の肖像と言われている。
2014年の国際女性デーにおいて、ロンドン動物協会はジョーン・プロクターの功績を祝し、ジョーンとペットのコモドオオトカゲの写真をウェブサイトに公開した。
Buhoma procterae(ヘビ)とTestudo procterae（カメ）は、ジョーンに敬意を表して命名された爬虫類である。